# Carl Karlweis
Œuvres principales
- Der kleine Mann (Le petit homme)

Carl Karlweis, né Karl Weiss le 23 novembre 1850 à Vienne et mort le 27 octobre 1901, est un romancier, dramaturge et nouvelliste autrichien.

## Biographie
Carl Karlweis est un fonctionnaire travaillant dans les chemins de fer. En 1889, il devient le directeur de la Südbahngesellschaft, une compagnie de chemin de fer au sud de l'Autriche, basée à Vienne,. En prenant le pseudonyme de Carl Karlweis en 1885, il est feuilletoniste pour Neues Wiener Tagblatt (de), Die Presse et Die Gartenlaube.
Sa fille Marta naît en 1889 et son fils Oskar en 1894.
Il écrit de nombreux romans et nouvelles, parfois en dialecte viennois (de). Avec Hermann Bahr et Vinzenz Chiavacci, il écrit également des comédies et des spectacles populaires. En 1894, il est récompensé pour sa pièce de théâtre populaire Der kleine Mann (Le Petit Homme).
Alors qu'il souffre sévèrement du ventre, il écrit sa dernière pièce Der neue Simson, qui est présentée le 19 octobre 1901 au Deutschen Volkstheater, interprétée par Franz Tewele et Helene Odilon.
Karlweis meurt peu après, le 27 octobre 1901, à son retour d'une cure à Lovran, dans son appartement de Vienne.
Il est enterré au cimetière évangélique de Matzleinsdorf (Groupe 18, numéro 12). D'origine juive, il s'était converti au protestantisme le 23 avril 1889.
En 1919, une rue de Vienne dans le quartier de Währing lui est dédiée.

## Œuvres
- Paul de Kock. Lustspiel in einem Aufzuge, 1875
- Aus dem Französischen. Lustspiel in zwei Aufzügen, 1876
- Cousine Melanie. Lustspiel in drei Aufzügen, 1879
- Rächer, 1880
- Der Dragoner. Lustspiel in einem Aufzuge, 1883
- André, 1885
- Das gemüthliche Wien, Gegen den Strom, Band 5, 1885
- Bruder Hans, 1886
- Avec Vincenz Chiavacci: Laufen lassen. Volksstück mit Gesang in vier Aufzügen (ou Einer vom alten Schlag), 1886
- Wiener Kinder. Roman, 1887
- Der lachende Wirth, 1889
- Avec Gustav Schwarzkopf: Eine Geldheirat. Schauspiel in vier Aufzügen, 1892
- Ein Sohn seiner Zeit. Roman, 1892
- Avec Hermann Bahr: Aus der Vorstadt. Volksstück in drei Akten
- Der kleine Mann. Wiener Schwank in vier Akten
- Reich werden! Ein Wiener Roman, 1894
- Vieux jeu. Novelle, 1894
- Goldene Herzen. Volksstück in vier Acten
- Das grobe Hemd. Volksstück in vier Acten
- Avec Carl von Carro: Das Riesenspielzeug. Volksstück in vier Acten, uraufgeführt am 9. November 1898 (Raimundtheater, Wien)
- In Gutenstein, 1898
- Das liebe Ich. Volksstück in einem Vorspiel und drei Akten (fünf Bildern)
- Adieu Papa und andere kleine Geschichten. Mit Bildern von Frantisek Hlavaty, 1898
- Onkel Toni. Eine Komödie aus der Gesellschaft in vier Aufzügen
- Avec Hermann Bahr: Wenn es euch gefällt. Wiener Revue in drei Bildern und einem Vorspiel, 1899
- Avec Fritz Singer : Die goldene Freiheit. Lustspiel in drei Akten, 1900
- Martin’s Ehe. Novelle in Briefen, 1901
- Der neue Simson. Komödie in drei Aufzügen
- Wien, was bist du! Kleine Erzählungen aus dem Nachlass, 1903
- Wien, das bist du! Kleine Erzählungen aus dem Nachlasse von C. Karlweis avec des notes de Hermann Bahr et Vinzenz Chiavacci.

## Crédit d'auteurs
- (de) Cet article est partiellement ou en totalité issu de l’article de Wikipédia en allemand intitulé « Carl Karlweis » (voir la liste des auteurs).